# Opan, Stara Zagora
Opan (în bulgară Опан) este un sat în comuna Opan, regiunea Stara Zagora,  Bulgaria. 

## Demografie
Componența etnică a satului Opan
     Bulgari (74,28%)
     Romi (2,07%)
     Nicio identificare (23,63%)
     Altele (0%)
La recensământul din 2011, populația satului Opan era de 385 locuitori. Din punct de vedere etnic, majoritatea locuitorilor (74,28%) erau bulgari, cu o minoritate de romi (2,07%). Pentru 23,63% din locuitori nu este cunoscută apartenența etnică.